# Pont de Maupré
Le pont de Maupré, appelé aussi viaduc de Maupré ou encore Viaduc de Charolles (c'est le nom affiché à ses extrémités), est un pont français de 325 mètres de longueur de la RCEA (Route Centre-Europe Atlantique) situé à Charolles dans le département de Saône-et-Loire.
D'une longueur de 325 mètres, le pont est emprunté par la RCEA portée par cet endroit par la RN 79.

## Description

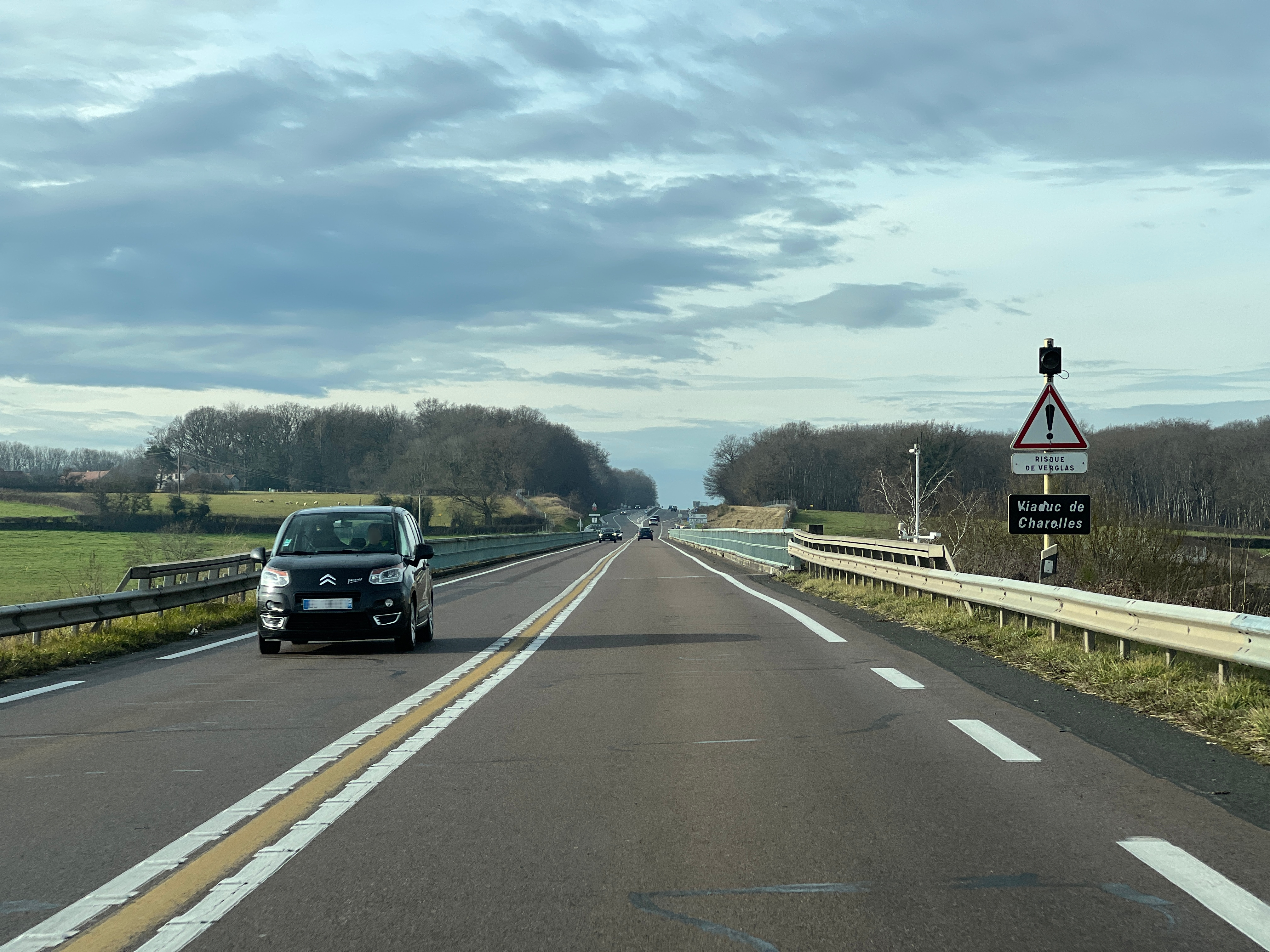
La viaduc vu depuis la route.

Le pont est un pont à tablier mixte acier-béton réalisé en 1987, par l'entreprise Campenon-Bernard pour le contournement de Charolles par la RCEA. La particularité de cet ouvrage vient de la réalisation des âmes en panneaux en tôles plissées. Le tablier a été mis en place par lançage.
- Longueur du pont : 325 m
- Portées : 53 m